# Pansardivisionen
Pansardivisionen, på finska Panssaridivisioona, var finska arméns pansardivision under andra världskriget. Divisionen sattes upp den 28 juni 1942. Huvuddelen av divisionens tunga materiel bestod av utrustning erövrad från Sovjetunionen eller importerad från Nazityskland. Divisionen upplöstes den 30 december 1944 efter freden med Sovjetunionen och Lapplandskriget.

## Historia
Under inledningen av Fortsättningskriget grupperades Jägarbrigaden tillsammans med en pansarbataljon under ledning av överste Ruben Lagus och deltog i offensiven fram till Onega. Efter att den finländska offensiven hade avstannat så placerades förbanden i reserv kring Äänislinna i december 1941. Den 10 februari 1942 gav man order om att utöka pansarbataljonen till en pansarbrigad bestående av två pansarbataljoner. Den 15 februari kom orden om att sätta upp Stormkanonbataljonen. Den 28 juni 1942 bildades Pansardivisionen med Jägarbrigaden, Pansarbrigaden och Stormkanonbataljonen som ingående delar. Divisionen tillbringade resten av 1942 i reserv.
Under våren 1943 flyttades divisionen som reserv bakom fronten kring Aunus. Efter ett misslyckat sovjetiskt anfall över floden Svir kunde finländarna bärga ett antal T-34 och två KV-1 stridsvagnar som tillfördes divisionen. Under juni och juli 1943 började divisionen prova de nya stormkanonvagnarna av typen BT-42 mot befästningar i Svir-området. Efter mer än ett år i frontlinjen kring Aunus flyttades divisionen till området kring Viborg den 13 februari 1944. Den 9 juni 1944 så påbörjades den sovjetiska storoffensiven på Karelska näset och den finska huvudförsvarslinjen krossades i slaget vid Valkeasaari. Under striderna om VT-linjen, Slaget vid Kuuterselkä, sattes divisionen in striderna. Den 11 juni sattes divisionens Jägarbrigad in i ett anfall längs vägen mot Kivinebb för att utröna fiendens styrka och avsikter. I ett anfall som var tämligen illa samordnat med omgivande förband så stötte drabbade man samman med den sovjetiska 30:e gardesskyttekåren som samtidigt avancerade. Efter att ha stoppat den sovjetiska framryckningen och slagit ut en betydande del av de sovjetiska stridsvagnarna, var man tvungen att retirera för att undvika att bli kringrända.

## Organisation
Divisionens organisation:
- Pansarbrigaden
  - 2 x Pansarbataljoner
- Jägarbrigaden 
  - 1 x Motorcykelkompani
  - 3 x Jägarbataljoner
  - 1 x Pansarvärnsbataljon
- Stormkanonbataljonen (Utrustad med Sturmgeschütz III)
- Artilleriregemente
- Pansarsignalkompani
- Ingenjörsbataljon